# Darevskia praticola
Espèce
Synonymes
- Lacerta praticola Eversmann, 1834

Statut de conservation UICN

 NT  : Quasi menacé
Darevskia praticola est une espèce de sauriens de la famille des Lacertidae.

## Répartition
Cette espèce se rencontre en Iran, en Azerbaïdjan, en Arménie, en Géorgie, dans le sud de la Russie, en Thrace orientale en Turquie, en Grèce, en Bulgarie, en Roumanie et en Serbie.

## Liste des sous-espèces
Selon The Reptile Database (13 mai 2014) :
- Darevskia praticola hyrcanica Tuniyev, Doronin, Kidov & Tuniyev, 2011
- Darevskia praticola praticola (Eversmann, 1834)
- Darevskia praticola loriensis Tuniyev, Doronin, Tuniyev, Aghasyan, Kidov & Aghasyan, 2013

## Taxinomie
Darevskia praticola pontica a été élevé au rang d'espèce.

## Publications originales
- Eversmann, 1834 : Lacertae Imperii Rossici variis in itineribus meis observatae. Nouveaux mémoires de la Société impériale des naturalistes de Moscou, vol. 3, p. 337-372 (texte intégral).
- Tuniyev, Doronin, Kidov & Tuniyev, 2011 : Systematic and Geographical Variability of Meadow Lizard, Darevskia praticola (Reptilia: Sauria) in the Caucasus Russian. Journal of Herpetology, vol. 18, no 4, p. 295–316.
- Tuniyev, Doronin, Tuniyev, Aghasyan, Kidov & Aghasyan, 2013 : New Subspecies of Meadow Lizard, Darevskia praticola loriensis ssp. nov. (Reptilia: Sauria) from Armenia. Russian Journal of Herpetology, vol. 20, no 3, p. 223-237.